# Колледж Брин-Мар
Колледж Брин-Мар, или Брин-Мор, или Брин-Морской колледж (англ. Bryn Mawr College) — частный женский гуманитарный университет в городе Брин-Мар, Пенсильвания, США. В переводе с валлийского языка bryn mawr означает «большой холм». 
Основан в 1885 году квакерами. Входит в ассоциацию семи старейших и наиболее престижных женских колледжей на восточном побережье США. В колледже обучается более 1750 студентов. В рейтинге U.S. News & World Report за 2012 год колледж занял 25-е место среди гуманитарных вузов США.
Брин-Мар занимает одно из передовых мест в исследованиях эгейской культуры (бронзовый век Греции и прилегающих территорий).

## Выпускники
- Блоджетт, Кэтрин Берр
- Болч, Эмили Грин
- Васса (Ларина)
- Де Лагуна, Фредерика
- Дулитл, Хильда
- Мур, Марианна
- Ривлин, Элис
- Рочестер, Анна
- Фауст, Дрю Джилпин
- Хепбёрн, Кэтрин
- Хорнер, Матина

## Преподаватели
- Вильсон, Вудро
- Де Лагуна, Фредерика
- Латтимор, Ричмонд
- Лаш, Агата
- Макгрегор, Джон Геддес
- Морган, Томас Хант
- Нётер, Эмми
- Рич, Адриенна
- Росс Тейлор, Лили
- Уилсон, Эдмунд Бичер
- Физер, Луис
- Фрэнк, Тенни